# Kalulushi
Kalulushi é uma cidade e um distrito da Zâmbia, localizados na província Copperbelt no centro-norte da Zâmbia. Foi criado em 1953, e tornou-se uma cidade pública em 1958. Ele está localizado 14 km (9 milhas) ao oeste de Kitwe, a estação ferroviária mais próxima, a uma altitude é de 1.260 m (4.130 pés). A Grande empregadora da cidade são empresas de metais da Reserva Florestal oeste da cidade, gere grandes plantações de eucalipto, pinho tropical, e outras espécies de árvores exóticas no fornecimento de madeira para a indústria de mineração. As madeiras são também fornecidos para ZESCO uma companhia de electricidade.